# Jean-Henri Voulland
 (novembre 2015).
- Si vous ne connaissez pas le sujet, laissez ce bandeau (vous pouvez alors contacter les auteurs).
- Si vous supprimez le contenu mis en cause (vous pouvez préalablement contacter les auteurs),

argumentez précisément cette suppression dans la page de discussion
(un manque de référence n'est pas un argument ; une recherche réelle de référence doit avoir été effectuée, être formellement documentée).
Jean-Henri Voulland, né le 11 octobre 1751 à Uzès et mort le 23 février 1801 à Paris, est un révolutionnaire français.

## Biographie
Issu d’une famille catholique, Voulland s’inscrivit, après des études de droit, au barreau d’Uzès. Il devint subdélégué de l'intendant du Languedoc. Son père était un financier, catholique, époux de Marie Larnac. Il épousa, en 1782, en l'église Saint Etienne d'Uzès, Victoire Charlotte Trinquelague, dont le frère Trinquelague-Dions, royaliste, sera fait baron sous la Restauration.

### Mandat à la Constituante
Voulland est élu représentant du tiers-état de la sénéchaussée de Nîmes et de Beaucaire, le huitième et dernier, aux États généraux de 1789. Il prête le serment du Jeu de Paume le 20 juin 1789 et fréquente le Club des Jacobins. 
Voulland est élu secrétaire de l'Assemblée le 14 février 1791, aux côtés de Pétion de Villeneuve et du marquis de Sillery, sous la présidence de Duport. Il vote en faveur du rattachement du Comtat Venaissin à la France, et en faveur de l'égalité entre les hommes blancs et les hommes libres de couleur dans les colonies.

### Mandat à la Convention
En septembre 1792, il est réélu député, le troisième sur huit, pour le département du Gard à la Convention nationale. 
Il siège sur les bancs de la Montagne. Lors du procès de Louis XVI, il vote la mort sans sursis ni appel au peuple. Il ne participe pas au scrutin sur la mise en accusation de Marat, étant envoyé en mission dans les départements du Gard et de l’Hérault, aux côtés de Bonnier. Il vote contre le rétablissement de la Commission des Douze. 
Voulland siège au Comité de Sûreté générale entre le 14 septembre 1793 et le 15 fructidor an II (1er septembre 1794). Il est élu secrétaire de la Convention le 19 septembre aux côtés de Louis « du Bas-Rhin », de Pons « de Verdun » et de Jagot, sous la présidence de Cambon. Il est élu président le 16 frimaire (6 décembre). Ses secrétaires sont Bourdon « de l'Oise », Chaudron-Rousseau et Chénier.
Voulland concourt à la chute de Robespierre, le 9 thermidor (le 27 juillet). Cependant, le 12 fructidor (29 août), ainsi que ses collègues Amar, David et Vadier du Comité de Sûreté générale, et ses collègues Barère, Billaud-Varenne et Collot d'Herbois du Comité de Salut public, il est dénoncé par Laurent Lecointre comme complice de Robespierre. L'accusation est rejetée comme calomnieuse et Voulland est blanchi par le rapport de Merlin de Douai le 7 nivôse an III (27 décembre 1794). 
Voulland appartient aux « dernier montagnards ». Il est décrété d'arrestation le 9 prairial (30 mai), à l'issue de l'insurrection du 1er prairial. Il est amnistié en brumaire an IV lors de la clôture de la session de la Convention. 